# Lophuromys dudui
Lophuromys dudui  (Verheyen, Hulselmans, Dierckx & Verheyen, 2002) è un roditore della famiglia dei Muridi endemico della Repubblica Democratica del Congo.

## Descrizione
Roditore di piccole dimensioni, con la lunghezza della testa e del corpo tra 89 e 124 mm, la lunghezza della coda tra 51 e 72 mm, la lunghezza del piede tra 17,2 e 20,9 mm, la lunghezza delle orecchie tra 11 e 16,2 mm.

Esternamente indistinguibile da Lophuromys aquilus, dal quale si differenzia per le orecchie e il piede più piccoli, dal cranio ridotto e dalle radici dentarie più brevi. La coda è più corta della testa e del corpo.

## Biologia

### Comportamento
È una specie terricola.

## Distribuzione e habitat
Questa specie è diffusa nella Repubblica Democratica del Congo nord-orientale.
Vive nelle foreste di pianura e nelle savane umide.

## Conservazione
La IUCN considera questa specie sinonimo di Lophuromys flavopunctatus.